# John M. Robertson

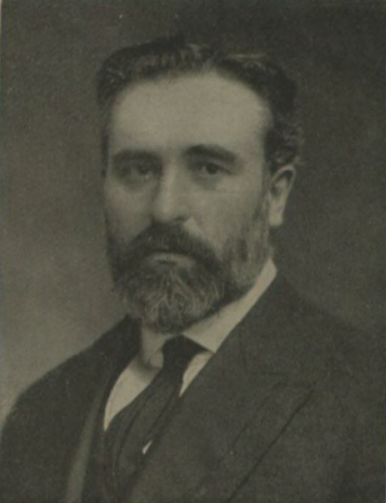
John M. Robertson, 1909

John Mackinnon Robertson (* 14. November 1856 auf der Isle of Arran; † 5. Januar 1933) war ein britischer Bürgerrechtler und Politiker.

## Leben
Im Jahr 1878 wurde er Anhänger von Charles Bradlaughs säkularen Ideen. Für die Säkularisierung war er zunächst in Edinburgh engagiert, später in London für Bradlaughs Zeitschrift National Reformer. Mit Bradlaughs Tod (1891) übernahm er die Herausgeberschaft. Ab 1899 war er in der South Place Ethical Society engagiert. In den Jahren 1906–1918 vertrat er als Abgeordneter Tyneside im Parlament. Robertson war Vertreter des Jesus-Mythos, wonach die Existenz einer historischen Figur Jesus Christus bestritten wird. Vielmehr hätten sich die Geschichten über Jesus aus dem jüdischen Kult des Josua entwickelt, den er als Sonnengottheit beschreibt.

## Werk (Auswahl)
- History of Freethought in the Nineteenth Century, (1899)
- Christianity and Mythology (1900)
- Short History of Christianity (1902)
- Pagan Christs (1903)
- Letters on Reasoning (1905, 2nd edition)
- History of Freethought, Ancient and Modern to the Period of the French Revolution (2 vols, 1915)
- The Historical Jesus (1916)
- The Jesus Problem (1917)
- Short History of Morals (1920)
- Jesus and Judas (1927)